# Пилоти (музичка група)
Пилоти су српска рок група из Београда. Настала је од музичара из групе „Како”. Прву поставу групе чинили су Зоран Лесендрић - Кики (вокал, гитара), Драган Андрић (бас), Горан Богићевић (гитара) и Ненад Антанасијевић (бубњеви). Први албум су објавили 27. августа 1981. године. Од оснивања па све до раних деведесетих година, ова музичка група била је једна од најпознатијих музичких група на простору бивше Југославије. Током времена мењали су се чланови групе. Правили су и две веће паузе, међутим то није утицало на њихову популарност.

## Историја

### Период новог таласа (1980—1982.)
Група је основана септембра 1980. године од чланова групе Kaкo, чије је највеће остварење било то што су свирали као предгрупа Бијелом дугмету на концерту на стадиону ЈНА 1979. Оригиналну поставу групе Пилоти чинили су: Зоран Кики Лесендрић (вокал, гитара), Драган Андрић (бас-гитара), Горан Богићевић (гитара) и Ненад Антанасијевић (бубњеви).
Дебитантски албум Пилоти група објављује у издању за ПГП РТБ 27. августа 1981, a продуцент албума био је гитариста групе Генерација 5, Драган Јовановић. Све песме на албуму је написао и компоновао Лесендрић, осим "Имам диплому", "Сви смо ми понекад анђели" и "Весели момци", које су заједно написали Лесандрић и Горан Богићевић. Песма "Не веруј у идоле" одмах је постала хит, и појавила се на неколико компилацијских плоча новог таласа.
После успешног првог албума, група већ у јуну наредне године, поново у издању ПГП РТБ објављује и други албум Двадесет година који је продуцирао Саша Хабић. Све песме је написао и компоновао Лесандрић укључујући и хитове "Двадесет година", "Ноћ у граду", "Џони је кренуо у рат" и "Ја сам јурио за ветром". С обзиром на то да је Богићевић отишао у ЈНА, а Антанасијевић напустио групу и музику, група је промотивне концерте одржала у нешто измењеној постави, са новим бубњарем Зораном Обрадовићем Ћером.
Крајем године, група започиње рад на својем трећем албуму, Звуци цивилизације, сниманом у студију Енца Лесића, али он никада није објављен јер су Лесендрић, Андрић и Обрадовић морали ићи на служење војног рока.

### Рок године (1984—1991)
Пилоти се поново окупљају у јесен 1984. године у новој постави, коју су поред Лесендрића, Горана и Ћере чинила браћа Грујић, Дејан (бас-гитара) и Дарко (клавијатуре).
Са продуцентом Душаном Петровићем Шанетом, група је снимила свој трећи албум. Међутим, крајем новембра Кики је распустио групу, задржавши само Ћеру. Нови чланови су убрзо постали гитариста Сафет Петровац и Мишко Петровић Плави, бивши члан група ВИА Талас и D' Boys, који је у почетку у групи свирао бас-гитару.
Трећи албум Као птица на мом длану објављен је јуну 1987. године у издању ПГП РТБ, а њиме је група означила почетак своје нове фазе са комерцијалним поп-рок звуком којим је постигла популарност. Аутор свих песама био је Лесендрић, осим песама "Ноћ чека нас" коју је написао заједно са Богићевићем и "Пишем по зиду" коју је написао у сарадњи са Илијом Станковићем.
Велики број музичара учествовао је на снимању албума: Дејан Грујић (бас-гитара), Дарко Грујић (клавијатуре), Влада Неговановић (гитара), Енцо Лесић (клавијатуре), Валдет Шаћири (клавијатуре), Јован Маљоковић (саксофон), Ненад Стефановић Јапанац (бас-гитара), Бане Лесендрић (пратећи вокал), Оливер Мандић, Момчило Бајагић Бајага, Корнелије Ковач, Зана Нимани и други. Највећи хит с овог албума била је песма "Као птица на мом длану" а други хитови су биле песме "Када сањамо", "Рекла је да у мојој глави чује гитаре и бубњеве" и "Девојка без имена" .
Четврти албум Осмех летње ноћи продуцирала је сама група а објављен је 11. маја 1988. године. Аутор свих песама био је Лесендрић. Као гости на снимању албума су учествовали: Саша Локнер (клавијатуре), Бане Лесендрић (пратећи вокал), Викторија (пратећи вокал у песми "Са твоје стране улице") и Зоран Врачевић (удараљке). Највећи хит с овог албума била је песма "Лето" док су мањи хитови биле песме: "Ако мислиш да сам тужан" и "Она". Током 1989, гитариста Петровац напушта групу а место гитаристе преузима Мишко Плави, док Бане Лесендрић, Кикијев брат, постаје нови бас-гитариста групе.
Пети албум Нека те Бог чува за мене поново продуцира сама група а објављен је 29. марта 1990. године у издању ПГП РТБ. Аутор свих песама био је Лесендрић осим за песме "Једино што нам остаје" (обрада песме Пита Таусненда) и "Тихо, тихо" чији аутор је био Бане Лесендрић. Лаза Ристовски учествовао је на албуму свирајући клавијатуре. Специјални гости били су: Горан Бреговић (соло гитара на песми "Тихо, тихо"), Јован Маљоковић (саксофон) и Дарко Грујић (пратећи вокал) и певачица састава Зана Јелена Галонић као пратећи вокали. Највећи хит с овог албума била је песма "Тајна је у теби скривена" а мањи хитови су биле песме "Тихо, тихо" и "Нека те бог чува за мене". Следеће године 22. августа ПГП РТБ објављује компилацијски албум групе Највећи хитови 1981-1991, на коме се налазе нове верзије песама "Када сањамо", "Као птица на мом длану", "Лето", "Рекла је да у мојој глави чује гитаре и бубњеве" и "Са твоје стране улице".
Исте године, група учествује на фестивалу Београдско пролеће са песмом „Девојко мала“, у вечери посвећеној хитовима Београдског пролећа, а поводом тридесет година од оснивања фестивала.

### Комерцијални врх и разлаз (1993—1997)
Године 1993. објављен је албум Заборављени у издању ПГП РТБ, на којем су се нашле песме снимљене за потребе филмова Заборављени и Пун месец над Београдом, које је група снимила са Лазом Ристовским. Поред Лесендрића и Ристовског, као аутори на албуму су учествовали и Марина Туцаковић и Горан Бреговић у песми "Спавају ли очи небеске". Гости на албуму су поред Бреговића били и Марко Миливојевић Нафта, тадашњи бубњар групе Екатарина Велика, бас-гитаристи Ненад Стефановић "Јапанац", Бата Божанић, затим Јелена Галонић, Кристина Ковач и Марија Михајловић као пратећи вокали и други. Највећи хит с овог албума била је насловна песма, а издвојиле су се и песме "Чини ми се да" и "Као да је месец стао за нас двоје".
Састав је између 1993. и 1996. године направио паузу у раду због Лесендрићеве сарадње са другим музичарима. На Будванском музичком фестивалу са песмом "Неверна си" 1996. године група се враћа на сцену, а у новембру исте године објављује албум Дан који пролази заувек којег су продуцирали Кики Лесендрић и Игор Боројевић у издању продуцентске куће Комуна. Све песме су компоновали Кики и Зоран Бабовић, који је постао нови бубњар групе. Гости на албуму били су: Ненад Стефановић "Јапанац" (бас-гитара), Ненад Јелић (удараљке, вокал), Ана Поповић (гитара) и други. Мањи хитови су биле песме "Неверна си" и "Дан који пролази заувек". Група се разилази већ наредне године, а издавачка кућа Bread Ventures Records тада објављује компилацијски албум Не веруј у идоле - Хитови.

### Кики Лесендрић & Пилоти (2009 - данас)
По објављивању соло албума Месец на вратима 2008. године, Лесендрић започиње турнеју Свет је леп када сањамо, током које наступа с називом Кики Лесендрић & Пилоти. Исте године, ПГП РТБ објављује компилацијски албум Највећи хитови.
Група је током 22 дана одржала концерте у Србији, Босни и Херцеговини, Хрватској, Пољској и Италији. Материјал са наступа на београдском фестивалу пива и у новосадском СПЕНС центру објављен је на живом албуму, као и на ДВД-ју наредне године под називом Свет је леп када сањамо - турнеја 2009
Године 2012, група објављује албум Случајно и заувек (Accidentally and Forever) на коме су поред Лесендрића део материјала написали Млађан Динкић и Ђорђе Балашевић.

## Дискографија

### Албуми
- Пилоти (1981.)
- Двадесет година (1982.)
- Као птица на мом длану (1987.)
- Осмех летње ноћи (1988.)
- Нека те бог чува за мене (1990.)
- Заборављени (1993.)
- Дан који пролази заувек (1996.)
- Случајно и заувек (Кики Лесендрић & Пилоти; 2012.)
- Широм затворених очију (Кики Лесендрић & Пилоти; 2016.)
- Мали трагови на небу (Кики Лесендрић & Пилоти; 2022.)

### Компилацијски албуми
- Највећи хитови 1981-1991 (1991.)
- Не веруј у идоле - Хитови (1997.)
- Највећи хитови (2009.)
- Рекла је да у мојој глави чује гитаре и бубњеве (2017.)

### Живи албуми
- Свет је леп када сањамо - турнеја 2009 (као Кики Лесендрић & Пилоти, 2010.)

### Видео издања
- Свет је леп када сањамо - турнеја 2009 (као Кики Лесендрић & Пилоти, 2010.)